# Alférez
El grado de alférez (del árabe الفارس al-fāris ‘el caballero’ o ‘el jinete’) es el grado inferior de la oficialidad militar en varias fuerzas armadas. Su misión normalmente consiste en ser el auxiliar o subalterno al mando de unidades de tipo sección, bajo su inmediato superior el teniente.
En el ámbito de los países que forman parte de la OTAN, al grado de alférez le corresponde el código OF-1 (como al grado de teniente) según la norma STANAG 2116 que estandariza los grados del personal militar.

## Origen del término
El alférez del rey empezó siendo el título que recibía el brazo derecho del monarca en los diferentes reinos cristianos del Norte de la península ibérica durante la alta Edad Media, copiándola de manera más simple de la organización que los reinos musulmanes del sur pero reflejándola. Equivalía en términos modernos al comandante general de los ejércitos en ausencia del rey, o su jefe de Estado Mayor cuando el monarca ejercía el mando. Terminó siendo siglos después el último empleo (no efectivo) de la oficialidad, que ostentaban temporalmente los cadetes o alumnos de las academias militares antes de alcanzar el empleo efectivo de teniente.
Nadie mejor que el Rey Sabio interpreta el espíritu  de los alférez en Las Partidas:

"...Al alférez pertenece guiar las huestes y el Ejército, cuando el Rey no va en él en persona. Él es, el que debe llevar la Enseña Real siempre que el Rey tuviese batalla campal. Antiguamente, solía ser quien castigaba a los Grandes Señores, por eso trae la espada delante de él, en señal de que es la Justicia Mayor de la Corte. Así mismo, debe amparar a los desvalidos. Conviene por lo mismo que sea de noble linaje, leal al Rey al Reino y de buen entendimiento para juzgar los pleitos grandes que acaecen en el Ejército. El Alférez debe ser muy esforzado e inteligente en el arte de la guerra, pues él ha de ser el mayor caudillo sobre la gente del rey en las batallas..."

Alférez era también el oficial que portaba la enseña de la compañía en los Tercios, función realizada en Francia por los subtenientes. Las Ordenanzas españolas de 1728, con los Borbones en el trono de España, optaron por una solución ecléctica: lo llamaron subteniente en Infantería y alférez en Caballería.

## En la actualidad

### Argentina
En la Fuerza Aérea Argentina, alférez es el primer grado de oficial tras graduarse en la Escuela de Aviación Militar, y precede al de teniente. Es equivalente al de subteniente para el Ejército y al de guardiamarina para la Armada Argentina. En la Gendarmería Nacional Argentina, los tres primeros grados de oficial son subalférez, alférez y primer alférez.
Este grado es común tanto a oficiales del Cuerpo de Comando como a los pertenecientes al Cuerpo de Servicios Profesionales, que en el primer caso deben pasar satisfactoriamente su formación militar básica e incorporarse a cualquiera de los tres escalafones (Aire, General y Técnico), y sus respectivas especialidades. En el caso de los oficiales profesionales, la pertenencia se remite a aquellos que a su ingreso fueran profesionales civiles graduados en universidades u otras instituciones de nivel superior, o personal proveniente de fuente complementaria (personal militar subalterno), que satisfaga los requisitos y exigencias respectivas a los profesionales civiles incorporados a la fuerza.

### Colombia
En el ejército, la armada, la fuerza aérea y la policía, el grado de alférez corresponde al último año de formación de los oficiales en las Escuelas de Cadetes y su ascenso se representa con la ceremonia de entrega del sable
En la Policía Nacional, el cadete alcanza el grado de Alférez transcurridos 2 años de su proceso de formación para alumnos bachilleres y pasados 7 meses para los alumnos profesionales, dicha distinción posee unos símbolos y cada uno de ellos representa una cualidad del futuro oficial de Policía como lo son: el tiro, la cucarda, el sable y las botas altas.

### España
El empleo de alférez en el Ejército español actualmente es el primer empleo de los oficiales de complemento, puede tener carácter académico y también como empleo en los reservistas voluntarios.
Los alumnos de las Academias militares de oficiales, cuyo plan de estudios desde 2009 se estructura en 5 cursos (6 en el caso de Medicina sin titulación) (con doble titulación militar/civil), a partir del tercero (inclusive) ostentan la graduación de Alférez, con la denominación de "Alférez Cadete/Alumno". Al superar estos estudios y graduarse, adquieren el empleo de teniente y pasan destinados a las diferentes unidades.
El nombre de empleo entra en uso a partir de 1867, hasta ese momento se le llamaba subteniente (desde 1702).
Su divisa es 1 estrella de 6 puntas. 
El empleo equivalente en la Armada es el alférez de fragata.

Divisa alférez Ejército de Tierra.
Divisa alférez fragata Armada.
Divisa alférez Infantería de Marina.
Divisa alférez Ejército del Aire.
Divisa alférez Guardia Civil.

#### Reservista voluntario con empleo de alférez
En España existe la figura del reservista voluntario. Este, ejerciendo su derecho constitucional de defender España, se vincula temporal y voluntariamente con las Fuerzas Armadas por medio de un compromiso de disponibilidad, con el objeto de reforzar sus capacidades, cuando las circunstancias lo requieran. 
Hay reservistas voluntarios de la clase de Tropa y Marinería, de Suboficiales y de Oficiales. Estos últimos, siempre que tengan titulación universitaria media o superior, tras dos periodos de formación (FMB - Formación Militar Básica-, y FME - Formación Militar Específica-) adquieren el empleo de alférez.

#### Alférez provisional

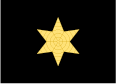
Divisa de alférez provisional.

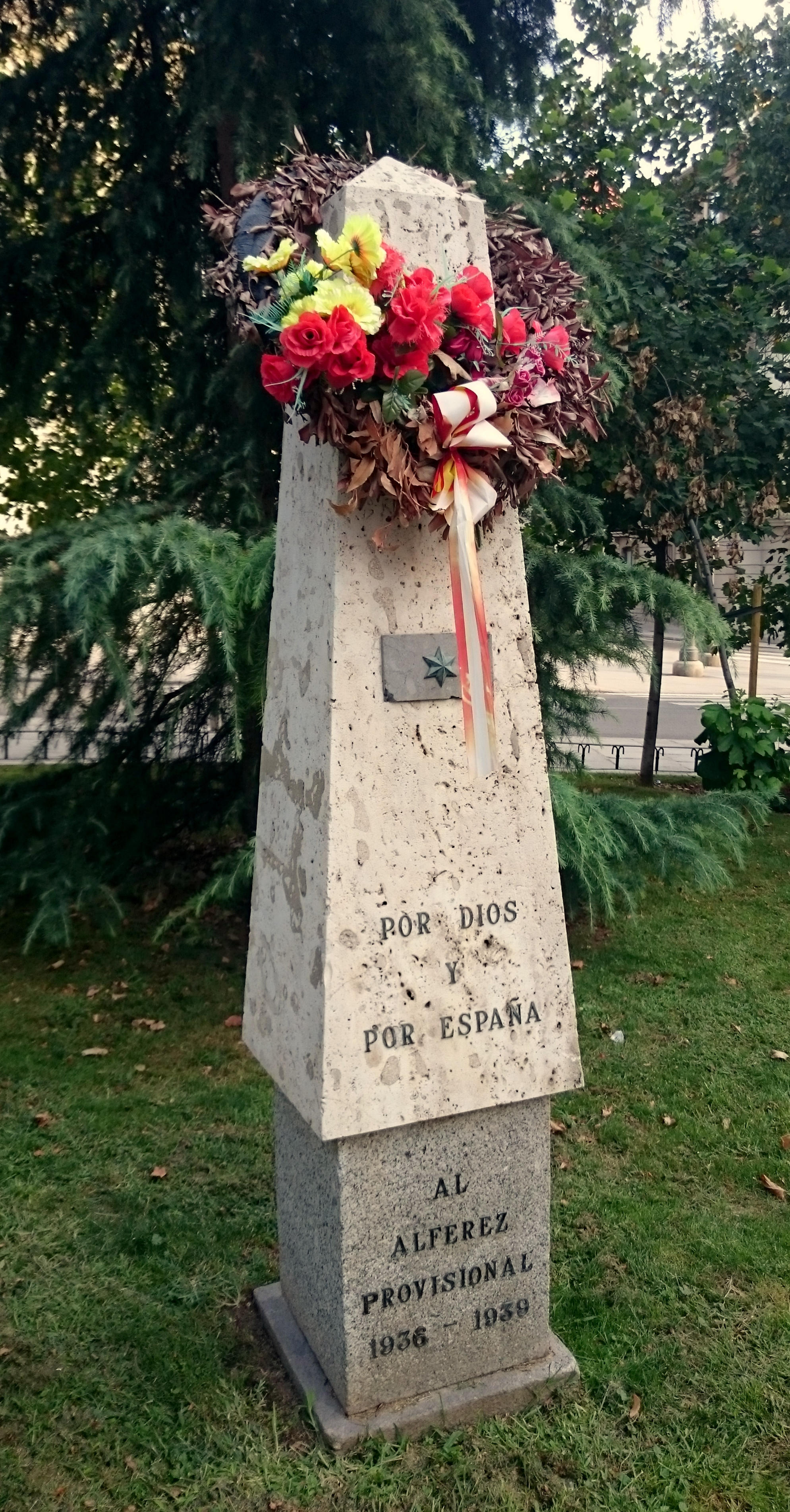
Monumento al alférez provisional, en Madrid.

Durante la guerra civil española, el bando sublevado -ante la necesidad de remediar a tiempo la escasez de mandos- promociona a este empleo individuos capacitados. Su formación fue rápida, rompiendo momentáneamente moldes reglamentarios que no eran adaptables a las necesidades del momento.
Durante la guerra civil española, el término de "alférez provisional" se acuñó para aquellos oficiales que, dadas las numerosas bajas que se producían en el cuerpo de oficiales del bando sublevado a medida que el conflicto se prolongaba, se alistaban voluntariamente en el ejército y obtenían directamente el empleo de alférez por tener una formación media o superior. Todo ello para suplir a la oficialidad de carrera.
La Junta de Defensa Nacional, instalada en Burgos, publicaba su decreto número 94 en el mes de septiembre de 1936, instituyendo la figura. Se creaban así oficiales "improvisados" para suplir la escasez de mandos intermedios. El término "provisional" derivaba del hecho de que su compromiso de enganche al ejército se limitaba a la duración de la guerra.
Viejos conventos, antiguos palacios y varios cuarteles se utilizaron como academia para las primeras promociones de alféreces provisionales en Burgos, Sevilla, Granada, Fuencaliente, Ávila, Monasterio de Lluc, Pamplona y Dar Riffien (Tetuán, Marruecos). Allí, tras un corto período de formación (en ocasiones cuatro semanas, en otras se alargaba hasta siete), los alféreces se convertían en jefes de sección y podían ascender a teniente por actos de combate. En sus filas se contaban numerosos universitarios, maestros de las escuelas normales, escuelas técnicas o estudiantes de enseñanza media. Cabe destacar a la bautizada como "Quinta del S.E.U.", integrada por los estudiantes voluntarios que estaban afiliados a la Falange y al carlismo.
El distintivo de los alféreces provisionales, a cuyo mando estaba el general Orgaz, consistía en una estrella de seis puntas, colocada sobre un rectángulo de paño negro en la guerrera, camisa o cazadora. Este rectángulo fue llamado parche o estampilla, y de ahí viene el nombre de "estampillados" con que se conocía a los provisionales tanto en la zona sublevada como en la republicana.
Los alféreces provisionales, fuese por su juventud o por su fuerte ideologización, se distinguieron por su arrojo, lo que produjo un altísimo número de bajas entre ellos (incluso se acuñaban aforismos: "alférez de complemento, cadáver al momento", o "alférez provisional, cadáver efectivo"). Tal como proclamaba la primera convocatoria que apareció en el Boletín Oficial, debían servir "con preferencia en las que forman parte de las columnas en operaciones". Dicho arrojo se tradujo en medallas y galardones personales: se llegan a contabilizar once cruces laureadas y 236 medallas militares individuales. Seis de los recompensados con esta condecoración la lograron en dos ocasiones.
La mayoría de las ciudades de España, una vez ganada la guerra por el bando franquista, dedicaron una calle, en singular, en reconocimiento a todos ellos, al alférez provisional.

### Chile

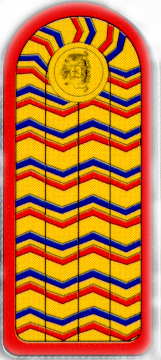
Alférez del Ejército de Chile.

El alférez es también en Chile el oficial profesional de rango más bajo, sin contar el grado de subalférez, que se considera cadete.
Los oficiales de este grado deben permanecer en instrucción en las distintas escuelas de armas para titularse con su respectiva arma como: 
- caballería blindada
- Artillería
- Telecomunicaciones
- Infantería
- Ingeniería o regimientos reforzados

Al finalizar los estudios de grado, después de aproximadamente un año el alférez asciende al grado de subteniente.

### Perú
En la Fuerza Aérea, el grado de alférez es el primer escalafón de los oficiales y el que precede al de teniente. En el Ejército se utiliza el grado de Alférez para el primer escalafón; es utilizado por los Oficiales de las Armas de Caballería y Blindados. Su equivalente para el resto de oficiales de otras armas (Artillería Infantería, Ingeniería, Comunicaciones, Material de Guerra, Inteligencia e Intendencia) es el de Subteniente y en la Marina de Guerra del Perú, Alférez de Fragata es utilizado por los oficiales de menor graduación. 
En este grado es común que el oficial permanezca al menos cuatro años antes ascender al grado de Teniente (en el Ejército y Fuerza aérea) o de Teniente Segundo en la Marina de Guerra. También es utilizado con el rango de menor antigüedad por los Oficiales de la Policía Nacional del Perú.

### Otros ejércitos
En otros ejércitos del mundo, la equivalencia del rango de alférez corresponde al grado de "teniente segundo" (es el caso de Estados Unidos y del Reino Unido, second lieutenant); la equivalencia puede establecerse también con el subteniente (en países como México o Francia, que usan este término; en España el subteniente es un grado de promoción de suboficiales, en los EE. UU., los suboficiales son 'Tropa distinguida', y a efectos de consideración e interrogatorios a enemigos, las fuerzas armadas de los Estados Unidos no se interesan por quienes tengan grados inferiores al de capitán). En Colombia, alférez corresponde al grado último de cadete en la Escuela Militar, es decir, antes del ascenso a oficial, al grado de subteniente.